# Василевский, Илья Маркович
Илья́ Ма́ркович Василе́вский (псевдонимы: Не-Буква, А. Глебов, Феникс; 28 декабря 1882 (9 января 1883), Полтава — 14 июня 1938, «Коммунарка», Московская область) — русский журналист, фельетонист.

## Биография
Родился в еврейской семье.
Братья: поэт Лев (поэт) и Натан, журналист, сотрудник еврейских печатных изданий, депутат от Полтавы на 1-м Сионистском конгрессе в Базеле (покончил жизнь самоубийством в 21 год).
Сестра Роза вышла замуж за журналиста и издателя Льва Захаровича Марковича (1867 — после 1918).
Первая литературная публикация — в «Журнале для всех». Публиковался в «Образовании», «Полтавских ведомостях», «Петербургских ведомостях», «Биржевых ведомостях», «Новостях», «Одесских новостях», «Южном крае», «Свободной мысли».
Свой псевдоним Не-Буква он выбрал в честь Ипполита Василевского, который подписывался как Буква.
Редактор и издатель газеты «Свободные мысли», где публиковались такие писатели, как Аркадий Аверченко, Саша Чёрный, Корней Чуковский, О. Л. д’Ор. «Свободная мысль» в результате преследования и постоянных закрытий сменила 11 названий: «Труд и свобода», «Свобода и жизнь», «Молодая жизнь», «Судьба народа», «Утро» и другие.
В 1914 году оставил на странице альманаха Корнея Чуковского «Чукоккала» такой прогноз на исход Первой мировой войны: «Боюсь, что война — дело лет, а не месяцев. Жду, что Вильгельм II будет на голову короче, а Россия — на голову выше, чем теперь. Жду свободных Соединённых штатов России».
В 1915—1917 годах редактировал «Журнал журналов» в Петрограде. В 1918—1919 годах издавал в Киеве газету «Киевское эхо».
В 1920 году оказался в Одессе, откуда в том же году, эмигрировал в Константинополь. Здесь он начал издавать газету «Константинопольское эхо», но быстро разорился. Перебрался в Париж, где возобновил, с 20 сентября 1920 года издание газеты «Свободные мысли». Среди авторов издания были А. Аверченко, А. Куприн, Тэффи.
После встречи с Ю. В. Ключниковым принял предложение участвовать в работе сменовеховской газеты «Накануне» и в 1921 году переехал в Берлин. Этот поступок для многих в эмиграции был непонятен, так как Василевского всегда отличала непримиримость по отношению к большевистской власти. С 29 октября 1922 года в «Литературном приложении» к «Накануне» начинаются публикации Василевского.
В 1922 году в Берлине были изданы его брошюры «Литературные силуэты», «Граф Витте и его мемуары» и «Николай II». Брошюра «Литературные силуэты» посвящена полемике с монархизмом И. Наживина и сменовеховством Н. Устрялова. Автор решительно возражал призыву Н. В. Устрялова к сотрудничеству с большевиками. Но, при этом, Василевский продолжал писать в газете «Накануне» резкие статьи против эмиграции: «Почему русская эмиграция так странно похожа на германскую марку? И та, и другая катятся одинаково, с какой-то, я бы сказал, — сладострастной, мазохистской и самоиздевательской быстротой».
В августе 1923 года на пароходе «Шлезиен» вместе с А. Н. Толстым вернулся в Россию (в Петроград).
В 1923 году в издательстве «Петроград» вышла его книга «Белые мемуары», где он отрицательно оценил воспоминания русских эмигрантов: Родзянко М. В., Деникина А.И., Лукомского А. С., Краснова П. Н., графини Клейнмихель М., Гиппиус З. Н., Наживина Ив., Суворина Б. А., Демьянова А. А. и др.
В 1924 году в берлинском издательстве «Накануне» издал брошюру «Генерал Деникин и его мемуары», также написанную в критическом ключе.
В 1925 году в Ленинграде выходит книга «Что они пишут? (мемуары бывших людей)», в которой содержалась резкая критика воспоминаний видных деятелей русского зарубежья: Керенского А. Ф., Бунина И. А., Вырубовой А. А., Брешко-Брешковского Н. Н., Амфитеатрова А. В., Шульгина В. В. и др.
В 1929 году переехал в Москву, где стал главным редактором журнала «Изобретатель». Публиковал брошюры и статьи по вопросам изобретательства под псевдонимом И. Полтавский. В 1935 году уволен из журнала.

## Арест и казнь

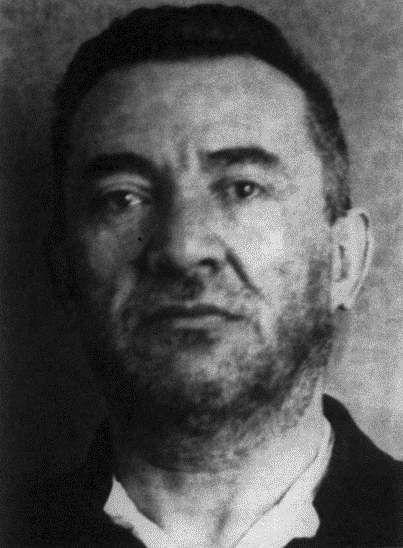
Фотография из следственного дела (1937)

Арестован 1 ноября 1937 года. Обвинён в участии в контрреволюционной террористической организации.
Имя Василевского было включено в сталинский расстрельный список, датированный 10 июня 1938 года (№ 23 в списке из 152 человек под грифом «Москва-Центр»). 14 июня 1938 года приговор утверждён Военной коллегией Верховного суда СССР. Казнён в тот же день.
Реабилитирован посмертно 14 февраля 1961 года.

## Семья
В начале 1920-х годов его женой была балерина Любовь Евгеньевна Белозерская (1895—1987), ставшая позже второй женой М. А. Булгакова.

## Адреса в Москве
Сверчков пер., д. 8, кв. 9 (1929 — 01.11.1937)